# Henotikon
Henotikon (av grek. henotes "enhet") kallades det edikt, som kejsar Zeno i Konstantinopel enligt förslag av patriarkerna Akacius i Konstantinopel och Petrus Mongus i Alexandria utfärdade 482 för att bilägga den monofysitiska striden. (Usurpatorn Basiliskos hade 476 gjort monofysitismen till allena gällande statsreligion.) Däruti erkänns kyrkomötesbesluten i Nicæa, Konstantinopel och Efesos. Både nestorianismen och eutychianismen förblev fördömda, men Chalkedonense förbigicks med tystnad, Nicaenum ensamt skulle gälla, och fortsatt strid om de tvistiga punkterna förbjöds. Denna kompromiss tillfredsställde varken de ortodoxa eller monofysiterna. De senare fortsatte striden i Egypten; å andra sidan uppsade påven Felix III i Rom kyrkogemenskapen med Akacius 484. Så uppstod den första stora kyrkoschismen, som räckte, till dess under kejsar Justinus I Henotikon 519 upphävdes.